# ألان بوب
ألان بوب هو سياسي كندي، ولد في 2 أغسطس 1945 في آير في المملكة المتحدة. نشط حزبياً في حزب أونتاريو المحافظ التقدمي. وقد انتخب عضو برلمان مقاطعة أونتاريو ‏.